# Denticetopsis seducta
Denticetopsis seducta är en fiskart som beskrevs av Vari, Ferraris och De Pinna 2005. Denticetopsis seducta ingår i släktet Denticetopsis och familjen Cetopsidae. Inga underarter finns listade i Catalogue of Life.